# Clobazam

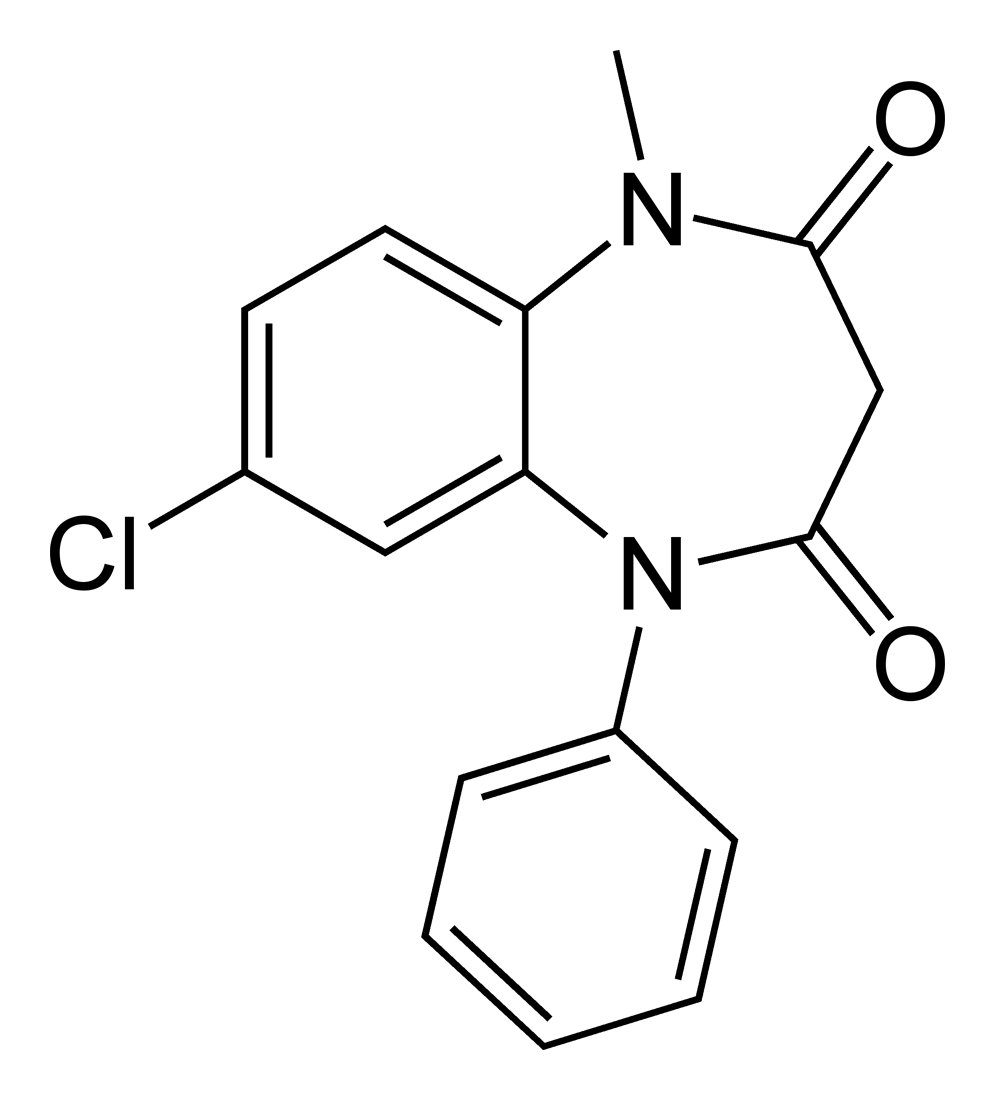
Fórmula

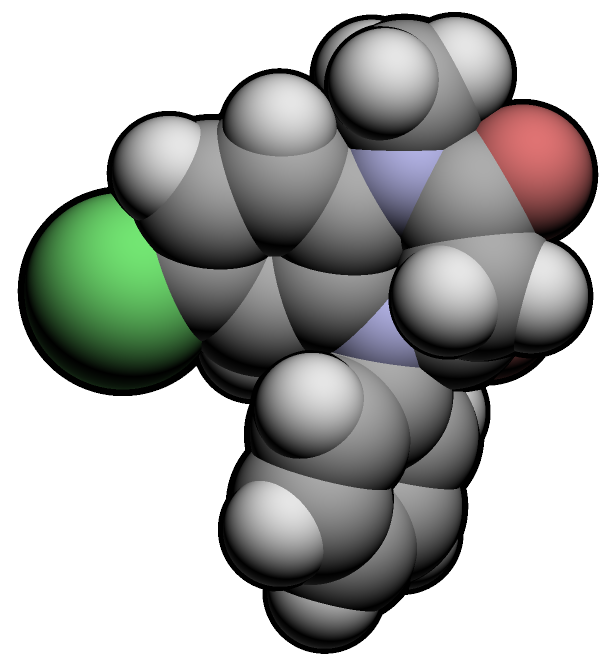
Clobazam

Clobazam (nomes comerciais: Urbanil, Castilium, entre outros) é uma substância utilizada como medicamento pertencente ao grupo e sub-grupos:
- Medicamentos Sistema nervoso central
  - Psicofármacos
    - Ansiolíticos,  sedativos e hipnóticos
      - Benzodiazepinas

## Indicações
- Perturbações da  ansiedade e sintomas ansiosos
- Também é usado no tratamento de epilepsia, associado com medicamentos específicos antiepilépticos

## Reacções adversas
- Sonolência
- Descoordenação motora
- Alterações gastro-intestinais
- Diarreia
- Vómitos
- Alterações do  apetite
- Alterações visão
- Irregularidades cardiovasculares
- Amnésia anterógrada
- Confusão
- Depressão
- Vertigem
- O seu uso prolongado pode causar dependência e síndrome de abstinência quando a medicação é interrompida

## Contra indicações e precauções
- As doses devem ser reduzidas nos idosos
- Deve ser administrado com cuidado em doentes com miastenia gravis ou insuficiência respiratória ou com apneia do sono
- Clobazam deve ser evitado em doentes com porfiria

## Interacções
- Deve ser evitado o uso concomitante de álcool e medicamentos depressores do Sistema Nervoso Central

## Posologia
Em crianças com mais de três anos de idade a dose a administrar nunca deve ultrapassar metade da dose indicada para adulto.

## Farmacocinética
- Clobazam atravessa a barreira placentária e aparece em pequenas doses no leite materno
- É absorvido no trato gastro-intestinal.
- Atinge o seu pico máximo de concentração no plasma entre uma a quatro horas após a administração
- Cerca de 85 % do Clobazam, liga-se às Proteínas plasmáticas
- A sua metabolização é efectuada no fígado, formando-se dois metabolitos: o 4-hidroxiclobazam e o N-dimetilclobazam
- O Clobazam tem uma semi-vida de dezoito horas e o seu metabolito N-dimetilclobazam tem uma semi vida de quarenta e duas horas
- O clobazam atravessa a Barreira hematoencefálica

## Excreção
- Clobazam é excretado pela urina, assim como os seus dois metabolitos

## Classificação
- MSRM
- ATC - N05BA09
- CAS - 22316-47-8

## Fórmula molecular
C16H13ClN2O2